# Jean-Louis Guez de Balzac
Jean-Louis Guez de Balzac (31. května asi 1597, Angoulême – 8. února 1654, Angoulême) byl francouzský spisovatel.

## Životopis
Guez de Balzac, přezdívaný restaurátor francouzského jazyka, patřil ke spisovatelům, kteří velmi přispěli k reformě francouzštiny. Byl synem starosty v Angoulême, Jeana Louise Gueze, který povýšil do šlechtického stavu a k jménu přidal přídomek de Balzac podle léna na břehu řeky Charente, kde postavil svůj zámek.
Po studiích u jezuitů Balzac od roku 1612 navštěvoval univerzitu v Leidenu, kde se spolu se svým spolužákem a pravděpodobně milencem Teofilem de Viau, dostal do řady problémů. Poté pracoval jako tajemník u knížete d'Épernon v Métách. Po dvou letech v Římě roku 1621 až 1623 jako zástupce kardinála de La Valette, odešel do Paříže, kde si vytvořil dobrou pověst. Richelieu ho ustanovil historiografem a královským poradcem s penzí 2000 livrů.
První svazek Dopisů, vydaných roku 1624, mu přinesl velkou proslulost. Navštěvoval literární salon v hôtelu de Rambouillet, spolu s ostatními autory Chapelainem, Malherbem nebo Boisrobertem. Nicméně pýcha, která byla znamením prostopášnosti charakterizující jeho Dopisy způsobila, že stal objektem útoků ze strany jezuity Françoise Garasse. Byl to týž, který se pokusil odsoudit Teofila de Viau k upálení na hranici. V následujících letech byl obviňován z vykrádání děl minulých i současných autorů, byl napaden Jeanem Goulu, představeným řádu feuillantů v pamfletu Lettres de Phyllarque à Ariste roku 1627.
Jeho domýšlivá povaha se špatně vyrovnávala s těmito neustálými útoky a tak odešel do ústraní na svůj zámek u Angoulême. Zde pokračoval v korespondenci se svými pařížskými přáteli.

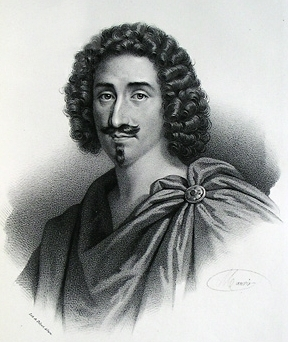
Jean-Louis Guez de Balzac (1597–1654)

Roku 1634 se stal členem Francouzské akademie. Na konci svého života odešel do konventu kapucínů v Angoulême. Nemocnici v Angoulême odkázal 12 000 livrů.

## Dílo
- Œuvres diverses (1644). Paříž, Honoré Champion, 1995 ISBN 2-85203-486-7
- Les entretiens (1657). Paříž, M. Didier, 1972
- Aristippe, ou De la cour (1664)
- Les entretiens de feu monsieur de Balzac (1663)
- Les premières lettres de Guez de Balzac, 1618-1627, Paříž, E. Droz, 1933-1934
- Œuvres (1665) Genève, Slatkine Reprints, 1971
- Œuvres choisies, Paříž, Larousse, 1936
- Le prince, Éd. Christian Leroy. Paříž : Table ronde, 1997 ISBN 2-7103-0750-2
- Épîtres latines Sous la direction de Jean Jehasse, préface de Bernard Yon, Saint-Étienne, Presses Universitaires de Saint-Étienne, 1982 ASIN 2867240115